# Madysaurus sharovi
Madysaurus sharovi — вид терапсид родини Madysauridae.
Вид існував у  тріасовому періоді, 230 млн років тому. Скам'янілі рештки виду знайдені у відкладеннях формування Мадиген у Киргизстані. Описаний по частковому скелеті.